# Wildenstein Institute

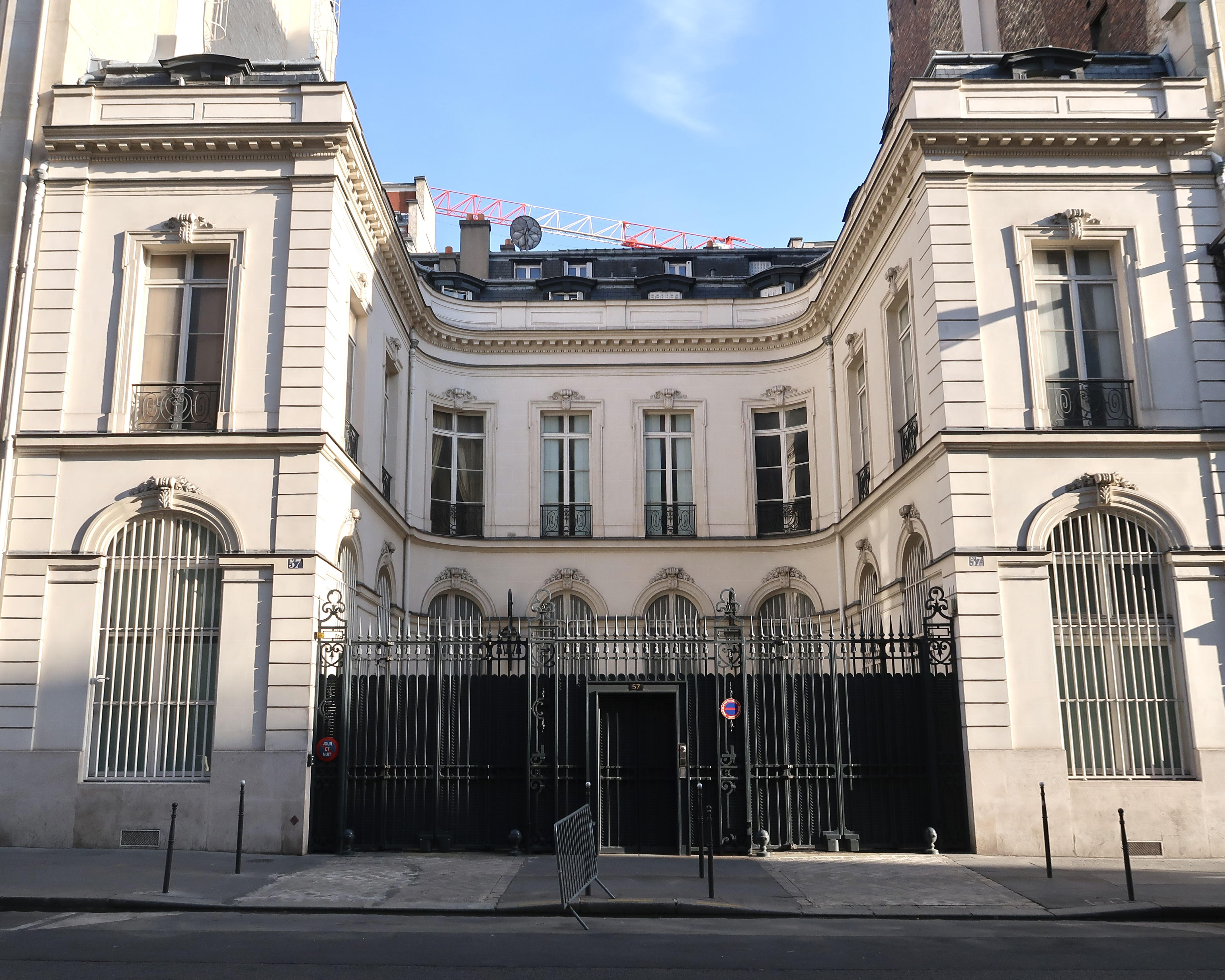
Façade du Wildenstein Institute (Paris).

Le Wildenstein Institute est un « centre de recherche en histoire de l'art » français situé au 57, rue La Boétie dans le 8e arrondissement de Paris, qui dispose d'une importante bibliothèque centrée sur l'histoire de l'art, réalise la « publication de catalogues raisonnés et critiques » et conserve un certain nombre d'œuvres originales. Le lieu a été fermé en 2017.  
Il a été fondé par Miriam Pereire et Daniel Wildenstein en 1970. Initialement, la bibliothèque appartenait à leur grand-père, Nathan Wildenstein. 
Il fait partie de la Wildenstein & Company basée à New York. Son président actuel est Guy Wildenstein.

## Histoire
En 1905, le marchand d'art spécialisé dans la peinture de maîtres anciens Nathan Wildenstein acquiert un hôtel particulier situé au 57, rue La Boétie qui abrite sa propre collection de peintures et d'objets d'art, en un immeuble construit par Charles de Wailly en 1776. 
Début 1941, l'immeuble est investi par les nazis via l'Einsatzstab Reichsleiter Rosenberg : les biens des Wildenstein sont saisis.
En 1970, Daniel Wildenstein, installé à New York, transforme l'immeuble familial avec sa sœur Myriam Pereire en un institut, appelé Fondation Wildenstein, dédié à l'édition de catalogues raisonnés, notamment de l'œuvre de Claude Monet (1996), Édouard Manet, Paul Gauguin ou encore Gustave Courbet (1977-1978). La numérotation des œuvres est établie d'après la Wildenstein Index Number (en). Dans les années 1960, Georges Wildenstein avait déjà établi deux catalogues raisonnés, l'un sur Jean-Honoré Fragonard et l'autre sur Chardin. De son côté, Alec Wildenstein avait dirigé le catalogue raisonné de l'œuvre d'Odilon Redon. Les catalogues sont édités en trois langues, anglais, français et allemand.
En 1990, la Fondation Wildenstein est renommée Wildenstein Institute.
La bibliothèque comprenait près de 400 000 ouvrages.
En février 2011, le Wildenstein Institute est soupçonné de recel d'œuvres d'art,, après que trente œuvres disparues ou volées ont été saisies dans les locaux par l'Office central pour la répression de la grande délinquance financière (OCRGDF).